# Ogcodes luzonensis
Ogcodes luzonensis är en tvåvingeart som beskrevs av Evert I. Schlinger 1971. Ogcodes luzonensis ingår i släktet Ogcodes och familjen kulflugor.
Artens utbredningsområde är Filippinerna. Inga underarter finns listade i Catalogue of Life.